# Clytocerus xylophilus
Clytocerus xylophilus är en tvåvingeart som beskrevs av Vaillant 1983. Clytocerus xylophilus ingår i släktet Clytocerus och familjen fjärilsmyggor.
Artens utbredningsområde är Frankrike. Inga underarter finns listade i Catalogue of Life.